# Bitwa morska pod Saint-Mathieu
Bitwa morska pod Saint-Mathieu – starcie zbrojne, które miało miejsce w roku 1512.
W roku 1512 Anglia wypowiedziała Francji wojnę, chcąc wykorzystać jej zaangażowanie w wojnie z Habsburgami. Celem Anglików było powiększenie posiadłości angielskich we Francji. Dnia 10 sierpnia 1512 r. w pobliżu Brestu pod Saint-Mathieu doszło do bitwy morskiej, w której wykorzystano artylerię okrętową. Brytyjski okręt Regent zaatakował flagowy okręt francuski Marie de La Cordelière, na którym wybuchł pożar. Po chwili doszło do potężnej eksplozji, po czym, oba okręty wyleciały w powietrze. Po utracie okrętu flagowego Francuzi odpłynęli do Brestu.